# Станичненська сільська рада
Стани́чненська сільська́ ра́да — адміністративно-територіальна одиниця та орган місцевого самоврядування в Нововодолазькому районі Харківської області. Адміністративний центр — село Станичне.

## Загальні відомості
- Територія ради: 130,93 км²
- Населення ради: 3 173 особи (станом на 2001 рік)

## Населені пункти
Сільській раді підпорядковані населені пункти:
- с. Станичне
- с. Білоусівка
- с. Винники
- с. Гаврилівка
- с. Дегтярка
- с. Слобожанське
- с. Литовки
- с. Ляшівка
- с. Москальцівка
- с. Печіївка

### Колишні населені пункти
- Білицківка
- Караванівка

## Склад ради
Рада складається з 16 депутатів та голови.
- Голова ради: Домовець Володимир Миколайович
- Секретар ради: Власюк Юлія Василівна

### Керівний склад попередніх скликань
| Прізвище, ім'я, по батькові    | Основні відомості                                                                       | Дата обрання | Дата звільнення |
| ------------------------------ | --------------------------------------------------------------------------------------- | ------------ | --------------- |
| Домовець Володимир Миколайович | Сільський голова, 1957 року народження, освіта вища, член Соціалістичної партії України | 26.03.2006   | 31.10.2010      |
| Домовець Володимир Миколайович | Сільський голова, 1957 року народження, освіта вища, безпартійний                       | 31.10.2010   |                 |

Примітка: таблиця складена за даними сайту Верховної Ради України

### Депутати
За результатами місцевих виборів 2010 року депутатами ради стали:

#### За суб'єктами висування
| Суб'єкт висування           | Кількість обраних депутатів | %    |
| --------------------------- | --------------------------- | ---- |
| Самовисування               | 9                           | 56,3 |
| Партія регіонів             | 5                           | 31,3 |
| Аграрна партія України      | 1                           | 6,3  |
| Комуністична партія України | 1                           | 6,3  |

#### За округами
| № округу                    | Прізвище, ім'я, по батькові     | Дата визнання обраним | Освіта  | Партійна приналежність            | Відомості про обраного депутата                 |
| --------------------------- | ------------------------------- | --------------------- | ------- | --------------------------------- | ----------------------------------------------- |
| Аграрна партія України      |                                 |                       |         |                                   |                                                 |
| 2                           | Жаркий Володимир Михайлович     | 03.11.2010            | середня | член Аграрної партії України      | Приватне сільське господарство, підприємець     |
| Комуністична партія України |                                 |                       |         |                                   |                                                 |
| 13                          | Тимошенко Олександр Іванович    | 03.11.2010            | середня | член Комуністичної партії України | ХНУ ОРС МНС, оператор рятувальної служби        |
| Партія регіонів             |                                 |                       |         |                                   |                                                 |
| 8                           | Семихат Олександр Володимирович | 03.11.2010            | середня | член Партії регіонів              | ТОВ «Татнефть», оператор АЗС-608                |
| 10                          | Хлистун Валерій Федорович       | 03.11.2010            | вища    | член Партії регіонів              | Станичненська сільська рада, секретар           |
| 11                          | Толста Раїса Іванівна           | 03.11.2010            | середня | член Партії регіонів              | приватний підприємець, продавець                |
| 14                          | Кутепов Юрій Вячеславович’      | 03.11.2010            | середня | член Партії регіонів              | Приватне господарство, підприємець              |
| 16                          | Сандрачук Павло Микитович       | 03.11.2010            | вища    | член Партії регіонів              | Литовчанська загальноосвітня школа, вчитель     |
| Самовисування               |                                 |                       |         |                                   |                                                 |
| 1                           | Власюк Юлія Василівна           | 03.11.2010            | вища    | позапартійна                      | Станичненська сільська рада, головний бухгалтер |
| 3                           | Шевченко Вікторія Миколаївна    | 03.11.2010            | вища    | позапартійна                      | Станичненська загальноосвітня школа, дирекетор  |
| 4                           | Рязанцев Вадим Валерійович      | 03.11.2010            | середня | член Партії регіонів              | Приватне господарство, підприємець              |
| 5                           | Животченко Олексій Іванович     | 03.11.2010            | середня | позапартійний                     | Приватне с/господарство, підприємець            |
| 6                           | Полтавський Борис Якович        | 03.11.2010            | середня | позапартійний                     | тимчасово не працює                             |
| 7                           | Котенко Світлана Борисівна      | 03.11.2010            | середня | позапартійна                      | ХОУ Ощадбанка, контролер-касир                  |
| 9                           | Балух Віта Анатоліївна          | 03.11.2010            | вища    | позапартійна                      | Слобожанська загальноосвітня школа, директор    |
| 12                          | Губська Наталія Василівна       | 03.11.2010            | середня | позапартійна                      | Слобожанська ДЛ, медична сестра                 |
| 15                          | Кірієнко Ігор Володимирович     | 03.11.2010            | вища    | позапартійний                     | Приватне господарство, підприємець              |